# ديفيد هيوز (رسام توضيحي)
ديفيد هيوز (بالإنجليزية: David Hughes)‏ هو رسام توضيحي بريطاني، ولد في 1952 في ريتشموند على نهر التايمز في المملكة المتحدة.